# Primi ministri del Montenegro
Il primo ministro del Montenegro (in montenegrino: Premijer Crne Gore) è il capo del governo del Montenegro. Il suo ruolo è di coordinare l'azione governativa e di presentare il programma del governo al parlamento, inclusa la rosa dei ministri.
Le dimissioni del primo ministro causano la caduta del governo.

L'attuale primo ministro è Milojko Spajić, del partito liberale PES, che è in carica dal 31 ottobre 2023.

## Storia dell'incarico
Il primo governo moderno del Montenegro nasce il 20 marzo 1879 durante il Principato del Montenegro e il capo del governo era chiamato presidente del Consiglio dei ministri. Il 28 agosto 1910 il Montenegro fu proclamato Regno. Sia durante il principato che durante il regno, l'incarico non era molto importante o influente, anzi dipendeva totalmente dal volere del principe (poi re) Nicola I del Montenegro.
Con la capitolazione del Montenegro il 15 gennaio 1916 nella prima guerra mondiale il governo si recò in esilio.
Alla fine della guerra l'Assemblea di Podgorica decise l'unione del Montenegro al nascente Regno dei Serbi, Croati e Sloveni.
Sotto il regime comunista che governò la Jugoslavia negli anni della guerra fredda, il Montenegro ottenne un suo governo semi-indipendente da Belgrado il 7 marzo 1945 e la carica prese il nome di ministro per il Montenegro. In seguito il capo del governo fu chiamato primo ministro e dal 1953 presidente del Consiglio esecutivo e nel 1991 con la fine del comunismo la carica tornò primo ministro.

## Principato del Montenegro (1879-1910)
| N | Capo del governo          | Nascita/Morte | Mandato          | Mandato          | Partito               |
| N | Capo del governo          | Nascita/Morte | Dal              | Al               | Partito               |
| - | ------------------------- | ------------- | ---------------- | ---------------- | --------------------- |
| 1 | Duca Bozo Petrović-Njegoš | 1846-1929     | 20 marzo 1879    | 19 dicembre 1905 | Aristocratico         |
| 2 | Lazar Mijušković          | 1867-1936     | 19 dicembre 1905 | 24 novembre 1906 | Partito Popolare Vero |
| 3 | Marko Radulović           | 1866-1935     | 24 novembre 1906 | 1º febbraio 1907 | Partito Popolare      |
| 4 | Andrija Radović           | 1872-1947     | 1º febbraio 1907 | 17 aprile 1907   | Partito Popolare      |
| 5 | Lazar Tomanović           | 1845-1932     | 17 aprile 1907   | 28 agosto 1910   | Indipendente          |

## Regno del Montenegro (1910-1922)
| N  | Capo del governo | Nascita/Morte | Mandato          | Mandato          | Partito               |
| N  | Capo del governo | Nascita/Morte | Dal              | Al               | Partito               |
| -- | ---------------- | ------------- | ---------------- | ---------------- | --------------------- |
| 5  | Lazar Tomanović  | 1845-1932     | 28 agosto 1910   | 19 giugno 1912   | Indipendente          |
| 6  | Mitar Martinović | 1870-1954     | 19 giugno 1912   | 8 maggio 1913    | Partito Popolare Vero |
| 7  | Janko Vukotić    | 1866-1927     | 8 maggio 1913    | 16 luglio 1915   | Indipendente          |
| 8  | Milo Matanović   | 1879-1955     | 16 luglio 1915   | 2 gennaio 1916   | Indipendente          |
| 9  | Lazar Mijušković | 1867-1936     | 2 gennaio 1916   | 12 maggio 1916   | Partito Popolare Vero |
| 10 | Andrija Radović  | 1872-1947     | 12 maggio 1916   | 17 gennaio 1917  | Partito Popolare      |
| 11 | Milo Matanović   | 1879-1955     | 17 gennaio 1917  | 11 giugno 1917   | Indipendente          |
| 12 | Evgenjie Popović | 1842-1931     | 11 giugno 1917   | 17 febbraio 1919 | Indipendente          |
| 13 | Jovan Plamenac   | 1873-1944     | 17 febbraio 1919 | 13 gennaio 1922  | Partito Popolare Vero |
| 14 | Milutin Vučinić  | 1869-1922     | 13 gennaio 1922  | 13 febbraio 1922 | Indipendente          |
| 15 | Anto Gvozdenović | 1853-1935     | 13 febbraio 1922 | 13 giugno 1922   | Indipendente          |

## Repubblica Socialista di Montenegro (dentro la Repubblica Socialista Federale di Jugoslavia, 1945-1992)

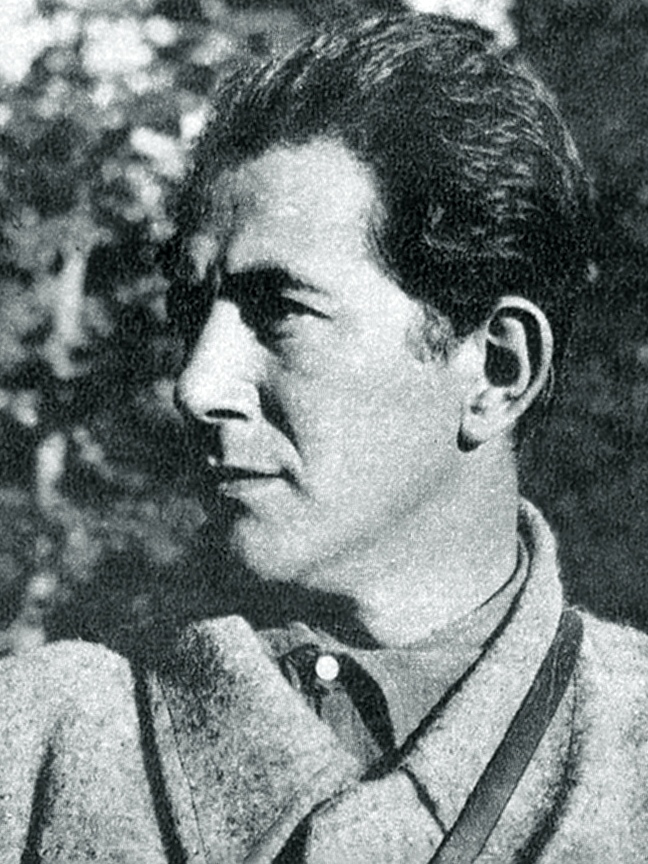
Milovan Đilas.

| N      | Capo del governo  | Nascita/Morte | Mandato          | Mandato          | Partito                           |
| N      | Capo del governo  | Nascita/Morte | Dal              | Al               | Partito                           |
| ------ | ----------------- | ------------- | ---------------- | ---------------- | --------------------------------- |
| N/A    | Milovan Đilas     | 1911-1995     | 7 marzo 1945     | 17 aprile 1945   | Lega dei Comunisti di Jugoslavia  |
| 1(17)  | Blažo Jovanović   | 1907-1976     | 17 aprile 1945   | 16 dicembre 1953 | Lega dei Comunisti di Jugoslavia  |
| 2(18)  | Filip Bajković    | 1910-1985     | 16 dicembre 1953 | 12 luglio 1962   | Lega dei Comunisti di Jugoslavia  |
| 3(19)  | Đorđije Pjković   | 1917-1980     | 12 luglio 1962   | 25 giugno 1963   | Lega dei Comunisti di Jugoslavia  |
| 4(20)  | Veselin Đuranović | 1925-1997     | 25 giugno 1963   | 8 dicembre 1966  | Lega dei Comunisti di Jugoslavia  |
| 5(21)  | Mijuško Šibalić   | 1915-1995     | 8 dicembre 1966  | 5 maggio 1967    | Lega dei Comunisti di Jugoslavia  |
| 6(22)  | Vidoje Žarković   | 1927-2000     | 5 maggio 1967    | 7 ottobre 1969   | Lega dei Comunisti di Jugoslavia  |
| 7(23)  | Žarko Bulajić     | 1922-2009     | 7 ottobre 1969   | 6 maggio 1974    | Lega dei Comunisti di Jugoslavia  |
| 8(24)  | Marko Orlandić    | 1930-2019     | 6 maggio 1974    | 28 aprile 1978   | Lega dei Comunisti di Jugoslavia  |
| 9(25)  | Momčilo Cemović   | 1928-2001     | 28 aprile 1978   | 7 maggio 1982    | Lega dei Comunisti di Jugoslavia  |
| 10(26) | Radivoje Brajović | 1935-vivente  | 7 maggio 1982    | 6 giugno 1986    | Lega dei Comunisti di Jugoslavia  |
| 11(27) | Vuko Vukadinović  | 1937-1993     | 6 giugno 1986    | 29 marzo 1989    | Lega dei Comunisti di Jugoslavia  |
| 12(28) | Radoje Kontić     | 1937-vivente  | 29 marzo 1989    | 15 febbraio 1991 | Lega dei Comunisti di Jugoslavia  |
| 13(29) | Milo Đukanović    | 1962-vivente  | 15 febbraio 1991 | 28 aprile 1992   | Lega dei Comunisti del Montenegro |

## Repubblica di Montenegro (dentro la Repubblica Federale di Jugoslavia, 1992-2003, e poi la Serbia e Montenegro, 2003-2006)
| Capo del governo            | Mandato         | Mandato         | Partito                                           | Presidenti      |
| Capo del governo            | Dal             | Al              | Partito                                           | Presidenti      |
| --------------------------- | --------------- | --------------- | ------------------------------------------------- | --------------- |
| Milo Đukanović              | 28 aprile 1992  | 5 febbraio 1998 | Partito Democratico dei Socialisti del Montenegro | Momir Bulatović |
| Filip Vujanović             | 5 febbraio 1998 | 5 novembre 2002 | Partito Democratico dei Socialisti del Montenegro | Momir Bulatović |
| Filip Vujanović             | 5 febbraio 1998 | 5 novembre 2002 | Partito Democratico dei Socialisti del Montenegro | Milo Đukanović  |
| Dragan Đurović (ad interim) | 5 novembre 2002 | 8 gennaio 2003  | Partito Democratico dei Socialisti del Montenegro |                 |
| Dragan Đurović (ad interim) | 5 novembre 2002 | 8 gennaio 2003  | Partito Democratico dei Socialisti del Montenegro | Filip Vujanović |
| Milo Đukanović              | 8 gennaio 2003  | 3 giugno 2006   | Partito Democratico dei Socialisti del Montenegro |                 |

## Montenegro (Stato indipendente, dal 2006)
| Capo del governo   | Mandato          | Mandato          | Partito                                           | Presidenti      |
| Capo del governo   | Dal              | Al               | Partito                                           | Presidenti      |
| ------------------ | ---------------- | ---------------- | ------------------------------------------------- | --------------- |
| Milo Đukanović     | 3 giugno 2006    | 10 novembre 2006 | Partito Democratico dei Socialisti del Montenegro | Filip Vujanović |
| Željko Šturanović  | 10 novembre 2006 | 29 febbraio 2008 | Partito Democratico dei Socialisti del Montenegro | Filip Vujanović |
| Milo Đukanović     | 29 febbraio 2008 | 21 dicembre 2010 | Partito Democratico dei Socialisti del Montenegro | Filip Vujanović |
| Igor Lukšić        | 29 dicembre 2010 | 4 dicembre 2012  | Partito Democratico dei Socialisti del Montenegro | Filip Vujanović |
| Milo Đukanović     | 4 dicembre 2012  | 28 novembre 2016 | Partito Democratico dei Socialisti del Montenegro | Filip Vujanović |
| Duško Marković     | 28 novembre 2016 | 4 dicembre 2020  | Partito Democratico dei Socialisti del Montenegro | Filip Vujanović |
| Duško Marković     | 28 novembre 2016 | 4 dicembre 2020  | Partito Democratico dei Socialisti del Montenegro | Milo Đukanović  |
| Zdravko Krivokapić | 4 dicembre 2020  | 28 aprile 2022   | Indipendente                                      |                 |
| Dritan Abazović    | 28 aprile 2022   | 31 ottobre 2023  | Azione Riformista Unita                           |                 |
| Dritan Abazović    | 28 aprile 2022   | 31 ottobre 2023  | Azione Riformista Unita                           | Jakov Milatović |
| Milojko Spajić     | 31 ottobre 2023  | in carica        | Europa Ora!                                       |                 |